# Adrenalina (singolo Finley)
Adrenalina è il primo singolo estratto dall'omonimo album del gruppo milanese Finley. Il brano è stato pubblicato come singolo il 30 maggio 2007 e ha debuttato in classifica il 7 giugno dello stesso anno, direttamente alla seconda posizione.
Il video musicale ufficiale del brano è stato diretto da Gaetano Morbioli ed è stato presentato l'11 giugno dello stesso anno.

## Tracce
1. Adrenalina
2. Medley (@ TRL Awards Milano)
3. Niente da perdere (@ TRL Awards Milano)

## Classifica
| Posizione | 2 | 7 | 7 | 14 | 9 | 14 | 14 | 20 | 18 | 17 | 19 | 17 | 17 |

## Formazione
- Marco "Pedro" Pedretti - voce
- Carmine "Ka" Ruggiero - chitarra, voce
- Stefano "Ste" Mantegazza - basso, voce
- Danilo "Dani" Calvio - batteria, voce